# Glypta sonomae
Glypta sonomae är en stekelart som beskrevs av Dasch 1988. Glypta sonomae ingår i släktet Glypta och familjen brokparasitsteklar. Inga underarter finns listade i Catalogue of Life.